# Loksa (étel)
A loksa (Csehországban lokša, egyes régiókban lata, přesňák, šumpál vagy patenta; Szlovákiában lokša, egyes régiókban lokeš vagy lokoš) lepényféle, amely Szlovákia nyugati részén és a Dél-Morvaországi régióban népszerű, ahol széles tésztának is nevezik, és leveshez adják. 
Neve a perzsa lahsa (‘kásaféle’) szóból ered; tatár közvetítéssel érkezett a szláv nyelvekbe. Szlovákul a lokša krumplis tésztából sütött lepényt, ukránul a loksa metélt tésztát jelent. 

## Elkészítése
A burgonyát héjában megfőzik, amit aztán meghámoznak, lereszelnek, és összekevernek liszttel és sóval. A tésztát vékony palacsintává nyújtják, és kemencében vagy a sütő lapján, zsiradék nélkül megsütik. Szlovákiában a sós változat a gyakoribb; a palacsintákat megkenik zsírral (lehetőleg libazsírral), és hozzáadják a leveshez, vagy megtöltik savanyú káposztával vagy darált hússal. Morvaországban hagyományosan édes loksát készítenek, amelyet megkennek lekvárral, és megszórnak mákkal és cukorral, néha olvasztott vajat is csorgatnak rá.

## Felhasználása
Észak-Magyarországon feldarabolva és leforrázva, brindzával, vagy mákkal, túróval ízesítve reggeli étel volt. Szűkös időkben rozsliszttel készítették, és kenyér helyett ették. Az otthonuktól távol (például erdőben) dolgozók számára a loksát előre megsütötték, darabokra tördelték, és vászonzacskóba tették. Fogyasztáskor forró vizet öntöttek rá,  hogy megpuhuljon.
Szlovákiában hagyományos karácsonyi étel.

## Fordítás
Ez a szócikk részben vagy egészben  a   Lokša című angol Wikipédia-szócikk ezen változatának fordításán alapul.  Az eredeti cikk szerkesztőit annak laptörténete sorolja fel. Ez a jelzés csupán a megfogalmazás eredetét és a szerzői jogokat jelzi, nem szolgál a cikkben szereplő információk forrásmegjelöléseként.